# Mistrzostwa Europy Juniorów w Saneczkarstwie 2016
37. Mistrzostwa Europy juniorów w saneczkarstwie 2016 odbyły się w dniach 15–16 stycznia w niemieckim Altenbergu. Zawodnicy rywalizowali w czterech konkurencjach: jedynkach kobiet, jedynkach mężczyzn, dwójkach mężczyzn i w drużynie.

## Terminarz
| Data             | Miejscowość | Konkurencja      | Złoto                                                                         | Srebro                                                               | Brąz                                                                                   |
| ---------------- | ----------- | ---------------- | ----------------------------------------------------------------------------- | -------------------------------------------------------------------- | -------------------------------------------------------------------------------------- |
| 16 stycznia 2016 | Altenberg   | Jedynki kobiet   | Jessica Tiebel                                                                | Tina Müller                                                          | Olesia Michajlenko                                                                     |
| 16 stycznia 2016 | Altenberg   | Jedynki mężczyzn | Jonas Müller                                                                  | Nico Gleirscher                                                      | Kristers Aparjods                                                                      |
| 15 stycznia 2016 | Altenberg   | Dwójki mężczyzn  | Niemcy Florian Löffler · Manuel Stiebing                                      | Austria David Trojer · Phillip Knoll                                 | Niemcy Hannes Orlamünder · Paul Gubitz                                                 |
| 16 stycznia 2016 | Altenberg   | Drużynowe        | Niemcy Jessica Tiebel · Paul-Lukas Heider · Florian Löffler · Manuel Stiebing | Austria Madeleine Egle · Jonas Müller · David Trojer · Phillip Knoll | Rosja Olesia Michajlenko · Jewgienij Pietrow · Jewgienij Jewdokimow · Aleksiej Groszew |

## Wyniki

### Jedynki kobiet
- Data / Początek: Sobota 16 stycznia 2016

| Medal | Zawodniczka          | Narodowość | 1. zjazd | 2. zjazd | Czas     | Strata |
| ----- | -------------------- | ---------- | -------- | -------- | -------- | ------ |
|       | Jessica Tiebel       | Niemcy     | 42,566   | 42,643   | 1:25,212 | –      |
|       | Tina Müller          | Niemcy     | 42,565   | 42,629   | 1:25.285 | +0,073 |
|       | Olesia Michajlenko   | Rosja      | 42,755   | 42,587   | 1:25.342 | +0,130 |
| 4.    | Madeleine Egle       | Austria    | 42,703   | 42,660   | 1:25.363 | +0,151 |
| 5.    | Kendija Aparjode     | Łotwa      | 42,695   | 42,749   | 1:25.444 | +0,232 |
| 6.    | Julija Naumowa       | Rosja      | 42,727   | 42,799   | 1:25.526 | +0,314 |
| 7.    | Alisa Dengler        | Niemcy     | 42,743   | 42,857   | 1:25.600 | +0,388 |
| 8.    | Natalie Maag         | Szwajcaria | 43,079   | 43,134   | 1:26.213 | +1,001 |
| 9.    | Julia Orlamünder     | Niemcy     | 43,330   | 43,241   | 1:26.571 | +1,359 |
| 10.   | Lillia Burmistrzowa  | Rosja      | 43,187   | 43,411   | 1:26.598 | +1,386 |
| ...   | ...                  | ...        | ...      | ...      | ...      | ...    |
| 13.   | Klaudia Grzybek      | Polska     | 43,695   | 43,531   | 1:27,226 | +2,014 |
| 14.   | Weronika Kościelniak | Polska     | 43,598   | 43,674   | 1:27,272 | +2,060 |

### Jedynki mężczyzn
- Data / Początek: Sobota 16 stycznia 2016

| Medal | Zawodnik             | Narodowość | 1. zjazd | 2. zjazd | Czas     | Strata |
| ----- | -------------------- | ---------- | -------- | -------- | -------- | ------ |
|       | Jonas Müller         | Austria    | 52,761   | 52,662   | 1:45,423 | –      |
|       | Nico Gleirscher      | Austria    | 52,990   | 53,054   | 1:46,044 | +0,621 |
|       | Kristers Aparjods    | Łotwa      | 53,213   | 52,969   | 1:46,182 | +0,759 |
| 4.    | Paul-Lukas Heider    | Niemcy     | 53,175   | 53,040   | 1:46,215 | +0,792 |
| 5.    | Max Langenhan        | Niemcy     | 53,041   | 53,196   | 1:46,237 | +0,814 |
| 6.    | Jewgienij Pietrow    | Rosja      | 53,184   | 53,123   | 1:46,307 | +0,884 |
| 7.    | Dmitrij Chaliłow     | Rosja      | 53,475   | 53,159   | 1:46,634 | +1,211 |
| 8.    | Lukas Schlierenzauer | Austria    | 53,570   | 53,311   | 1:46,881 | +1,458 |
| 9.    | Maximilian Jung      | Niemcy     | 53,469   | 53,486   | 1:46,955 | +1,532 |
| 10.   | Markus Hummer        | Niemcy     | 53,557   | 53,563   | 1:47,120 | +1,697 |
| ...   | ...                  | ...        | ...      | ...      | ...      | ...    |
| 13.   | Mateusz Sochowicz    | Polska     | 53,937   | 54,134   | 1:48,071 | +2,648 |

### Dwójki mężczyzn
- Data / Początek: Piątek 15 stycznia 2016

| Medal | Zawodnicy                               | Narodowość | 1. zjazd | 2. zjazd | Czas     | Strata |
| ----- | --------------------------------------- | ---------- | -------- | -------- | -------- | ------ |
|       | Florian Löffler Manuel Stiebing         | Niemcy     | 40,729   | 40,762   | 1:21,491 | -      |
|       | David Trojer Philip Knoll               | Austria    | 40,946   | 40,869   | 1:21,815 | +0,324 |
|       | Hannes Orlamünder Paul Gubitz           | Niemcy     | 40,856   | 40,976   | 1:21,832 | +0,341 |
| 4.    | Nico Semmler Johannes Pfeiffer          | Niemcy     | 40,966   | 41,051   | 1:22,017 | +0,526 |
| 5.    | Jewgienij Jewdokimow Aleksiej Groszew   | Rosja      | 41,051   | 40,984   | 1:22,035 | +0,544 |
| 6.    | Florian Schmid Fabian Strickner         | Austria    | 41,193   | 41,334   | 1:22,527 | +1,036 |
| 7.    | Wiesowołod Kaszkin Konstantin Korszunow | Rosja      | 41,534   | 41,579   | 1:23,113 | +1,622 |
| 8.    | Andrij Łysieckij Myrosław Lewkowicz     | Ukraina    | 41,750   | 41,740   | 1:23,490 | +1,999 |
| 9.    | Aksels Tupe Kaspars Slahota             | Łotwa      | 41,802   | 42,066   | 1:23,868 | +2,377 |
| 10.   | Filip Vejdelek Zdenek Pekny             | Czechy     | 41,934   | 41,941   | 1:23,875 | +2,384 |

### Drużynowe
- Data / Początek: Sobota 16 stycznia 2016

| Medal | Zawodnicy                                                                  | Narodowość | Czas     | Strata  |
| ----- | -------------------------------------------------------------------------- | ---------- | -------- | ------- |
|       | Jessica Tiebel/Paul-Lukas Heider/Florian Löffler/Manuel Stiebing           | Niemcy     | 2:16,056 | -       |
|       | Madeleine Egle/Jonas Müller/David Trojer/Philip Knoll                      | Austria    | 2:16,193 | +0,137  |
|       | Olesja Michajlenko/Jewgienij Pietrow/Jewgienij Jewdokimow/Aleksiej Groszew | Rosja      | 2:16,548 | +0,492  |
| 4.    | Kendija Aparjode/Kristers Aparjods/Aksels Tupe/Kaspars Slahota             | Łotwa      | 2:17,434 | +1,378  |
| 5.    | Katarína Šimoňáková/Richard Gavlas/Tomáš Vaverčák/Matej Zmij               | Słowacja   | 2:20,313 | +4,257  |
| 6.    | Carmen Manolescu/Remus Rusen/Angel Kozak/Andrei Borosoiu                   | Rumunia    | 2:20,538 | +4,482  |
| 7.    | Maciej Kurowski/Mateusz Sochowicz/Artur Zubel/Daniel Rola                  | Polska     | 2:20,606 | +4,550  |
| 8.    | Ondrej Hyman/Tomas Mizera/Filip Vejdelek/Zdenek Pekny                      | Czechy     | 2:32,149 | +16,093 |

## Klasyfikacja medalowa
| Miejsce | Państwo |   |   |   | Razem |
| ------- | ------- | - | - | - | ----- |
| 1.      | Niemcy  | 3 | 1 | 1 | 5     |
| 2.      | Austria | 1 | 3 | 0 | 4     |
| 3.      | Rosja   | 0 | 0 | 2 | 0     |
| 4.      | Łotwa   | 0 | 0 | 1 | 1     |